# 千葉県道23号木更津末吉線
千葉県道23号木更津末吉線（ちばけんどう23ごう きさらづすえよしせん）は、千葉県木更津市の木更津駅入口交差点を起点とし、千葉県君津市末吉の国道410号との交点である末吉交差点を終点とする主要地方道である。全線にわたって千葉県道160号加茂木更津線と重複している。

## 路線データ
- 起点：木更津市大和3丁目・東中央3丁目・太田2丁目・太田3丁目 木更津駅入口交差点（千葉県道222号木更津停車場線・千葉県道270号木更津袖ケ浦線接続）
- 終点：君津市末吉 末吉交差点（国道410号〈千葉県道24号千葉鴨川線重複〉・千葉県道160号加茂木更津線接続）
- 総延長：17.639 km（君津土木事務所管内：17.639 km[1]）
- 重用延長：なし（君津土木事務所管内：0.0 km）
- 実延長：17.639 km（君津土木事務所管内：17.639 km[1]）

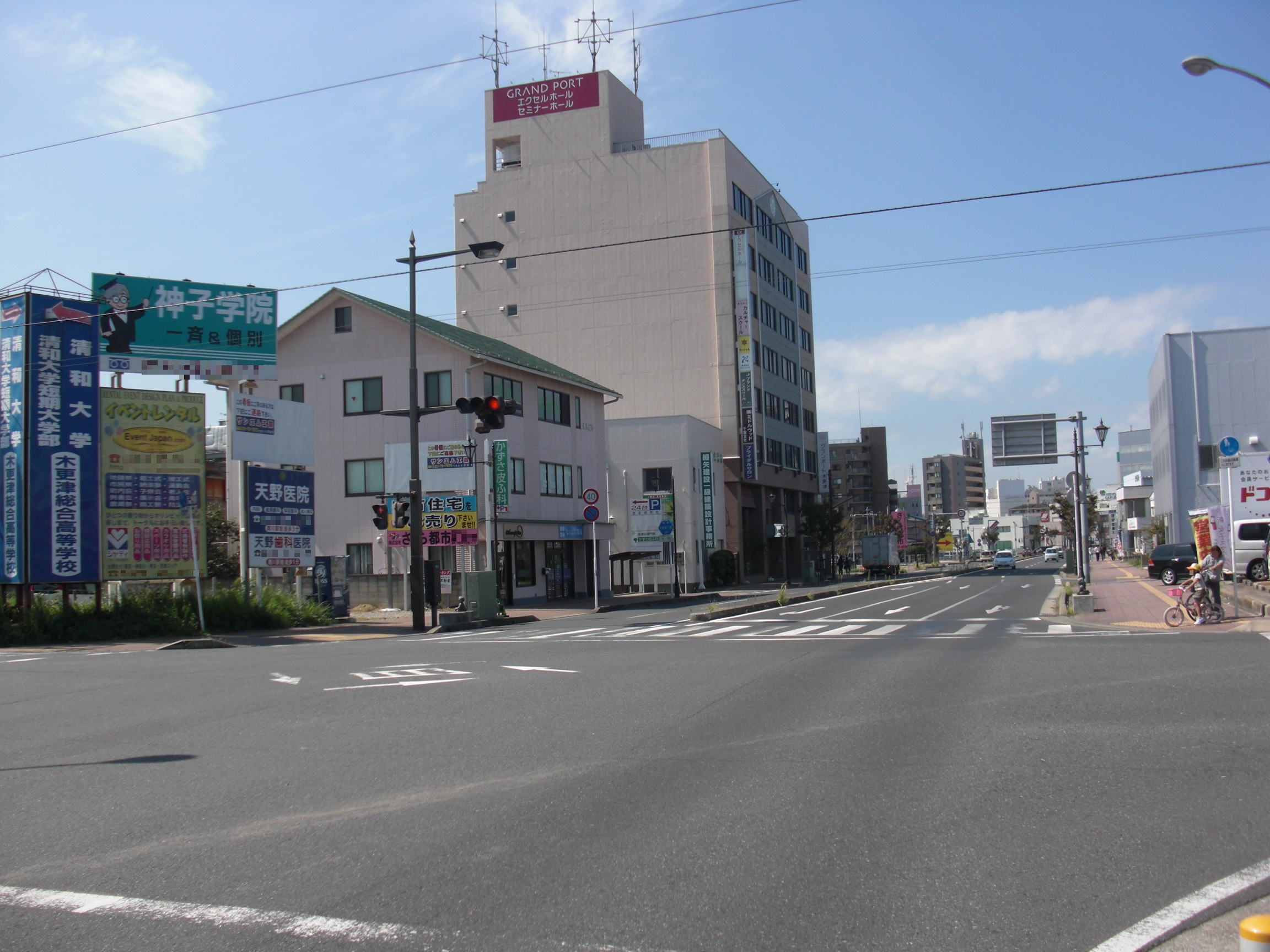
起点
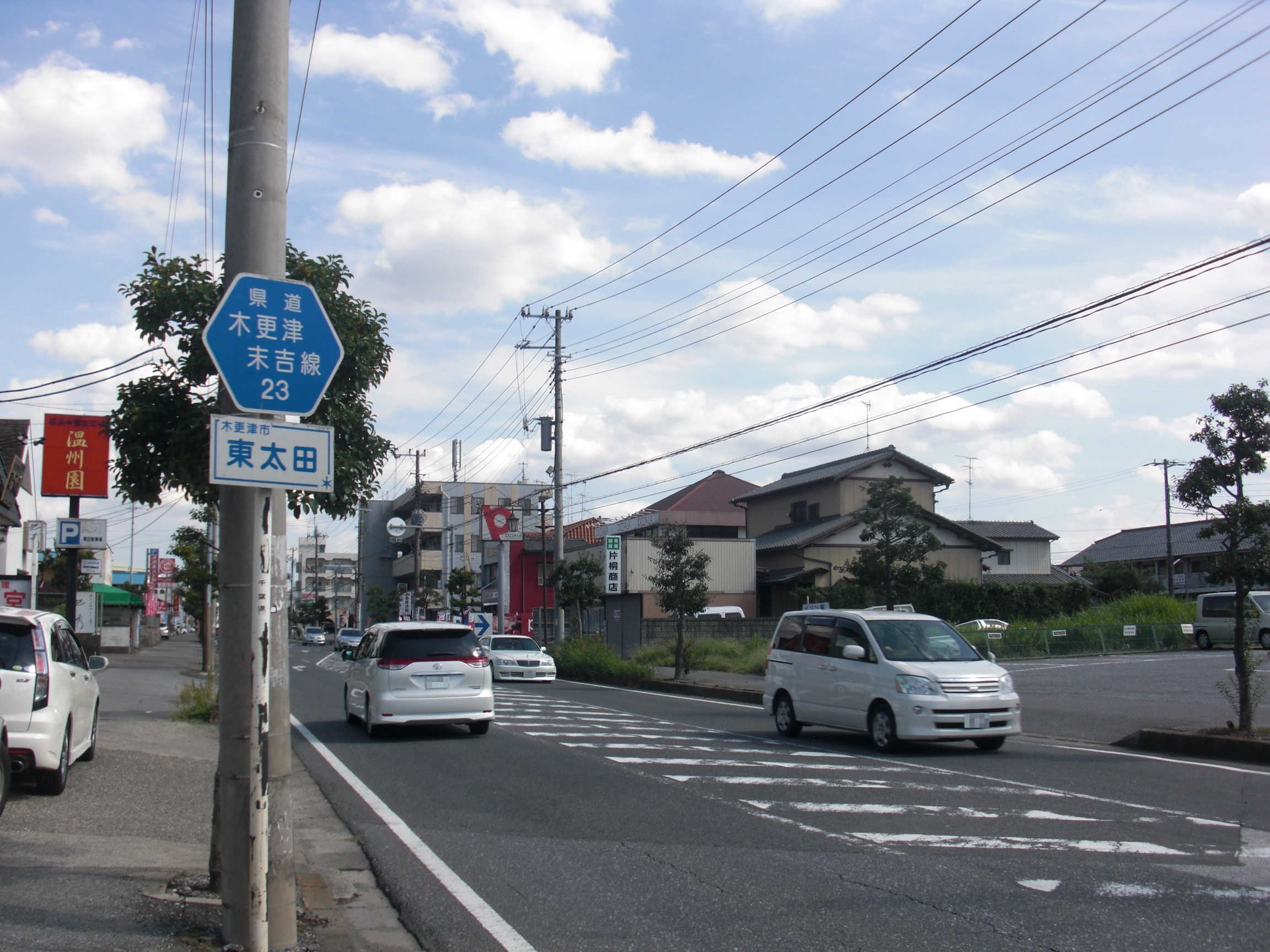
沿線風景

## 路線状況

### 別線
- 千葉県木更津市
  - 信号交差点（矢那）（県道23号本線）
  - 橋梁（名称不明）（矢那川支流）
  - かずさ鎌足1丁目交差点（千葉県道33号君津平川線別線）

### 重複区間
- 木更津駅入口交差点 - 末吉交差点の全線（千葉県道160号加茂木更津線）
- 信号無交差点（戸崎） - 戸崎2丁目交差点（千葉県道145号長浦上総線）

## 地理

### 通過する自治体
- 千葉県
  - 木更津市 - 君津市

### 経路および交差・接続する道路・河川・鉄道路線
- 千葉県木更津市
  - 木更津駅入口交差点（千葉県道222号木更津停車場線・千葉県道270号木更津袖ケ浦線）
  - 太田立体交差下交差点（国道16号）
  - 原田大橋（矢那川）
  - 立体交差（館山自動車道）
  - 橋梁（名称不明）（矢那川支流）
  - 信号交差点（矢那）（県道23号別線）
  - 橋梁（名称不明）（矢那川）
  - 高倉交差点（千葉県道33号君津平川線別線）
  - 信号無交差点（矢那）（千葉県道33号君津平川線本線）※100mほど重複
  - 橋梁（名称不明）（矢那川支流）
- 千葉県君津市
  - 橋梁（名称不明）（小櫃川支流）
  - 信号無交差点（戸崎）（千葉県道145号長浦上総線）
  - 戸崎2丁目交差点（千葉県道145号長浦上総線）
  - 小櫃橋（小櫃川）
  - 信号交差点（俵田）（国道410号別線）
  - 踏切（名称不明）（久留里線）
  - 末吉交差点（国道410号・千葉県道24号千葉鴨川線〈国道410号と重複〉・千葉県道160号加茂木更津線）

### 沿線
- 矢那川
- 太田山公園
  - きみさらずタワー
- 清和大学・清和大学短期大学部・木更津総合高等学校
- 木更津市霊園
- 矢那川ダム
- かずさアカデミアパーク
- 高蔵寺（高倉観音）
- 小櫃駅